# Dreadlock Holiday
"Dreadlock Holiday" er en sang af den engelske popgruppe 10cc. Sangen blev et af gruppens største hits. Den er bl.a. med på CD'en NOW That's What I Call Music! Summer fra 2005.
| Musik | Spire Denne musikartikel er en spire som bør udbygges. Du er velkommen til at hjælpe Wikipedia ved at udvide den. |